# Реймон Арон
Реймон-Клод-Фердинан Арон (на френски: Raymond-Claude-Ferdinand Aron) е френски философ, социолог и журналист.
Голямата популярност на Арон идва с книгата му от 1955 г. „Опиумът на интелектуалците“, заглавие, перифразиращо прочутата реплика на Карл Маркс, че религията е опиум за народите – Арон обаче твърди, че в следвоенна Франция марксизмът е опиумът на интелектуалците. Американският критик Роджър Кимбал твърди, че „Опиумът на интелектуалците“ е „крайъгълна книга за ХХ столетие“. Арон е известен и с продължилото цял живот приятелство с философа Жан-Пол Сартър.

## Биография
Роден е на 14 март 1905 година в Париж, Франция, в семейството на нерелигиозен еврейски адвокат. Следва в Екол нормал (на френски: École normale supérieure, ENS), където се запознава с Жан-Пол Сартър, който става негов приятел и доживотен интелектуален опонент. Арон заема първо място на държавния изпит по философия през 1928 г.; същата година Сартър не успява да вземе същия изпит. През 1930 г. защитава докторат по философия на историята в Екол нормал.
Преподава социална философия в университета на Тулуза в течение на само няколко седмици, тъй като започва Втората световна война; Арон постъпва във Военновъздушните сили. Когато Франция е окупирана от Германия, той бяга в Лондон, за да се присъедини към френските доброволчески отряди и да редактира вестника France Libre („Свободна Франция“).
След края на войната Арон се завръща в Париж, където започва да преподава социология във Висшето училище по администрация (на френски: École Nationale d'Administration) и в Парижкия институт за политически изследвания. Между 1955 и 1968 г. преподава в Сорбоната, а след 1970 – в Колеж дьо Франс. През 1953 г. се сприятелява с много по-младия американски философ Алън Блум, който по това време е преподавател в Сорбоната.
Избрал да бъде активен сътрудник на вестниците за цял живот, Арон се превръща във влиятелен колумнист през 1947 г., когато е ангажиран от вестник Фигаро – позиция, която запазва три десетилетия, преди да се премести във вестник Л’Експрес, където води политическа колонка до самата си смърт.
През 1960 г. Арон е избран за чуждестранен почетен член на Американската академия на изкуствата и науките.
Умира от сърдечен удар в Париж на 17 октомври 1983 г. на 78-годишна възраст.

## Политически ангажимент
В Берлин Арон става свидетел на нацистките изгаряния на книги и изгражда у себе си отвращение към всички тоталитарни системи. През 1938 г. участва в колоквиума в Париж, посветен на Уолтър Липман.

## Политическа мисъл
Арон е автор на книги върху Карл Маркс и Карл фон Клаузевиц.
Той допринася съществено за развитието на теорията на тоталитаризма, най-вече със свой цикъл от лекции, четени през 1957 – 1958 година в Парижкия университет и публикувани през 1965 година под заглавие „Демокрация и тоталитаризъм“ („Démocratie et totalitarisme“). В тях той се фокусира върху измененията в комунистическите режими след смъртта на Йосиф Сталин.

## Признание
Почетен доктор е на Харвардския, Базелския, Брюкселския и други университети. Почетен член е на Американската академия на изкуствата и науките. От 1962 г. е вицепрезидент на Световната социологическа асоциация.

### Произведения
- La Sociologie allemande contemporaine (Съвременната немска социология). Paris: Alcan, 1935.
- Introduction à la philosophie de l'histoire. Essai sur les limites de l'objectivité historique (Въведение във философията на историята: Есе за границите на историческата обективност). Paris: Gallimard, 1938.
- Essai sur la théorie de l'histoire dans l'Allemagne contemporaine. La philosophie critique de l'histoire (Есе по теория на историята. Философска критика на историята). Paris: Vrin, 1938.
- L'Homme contre les tyrans (Човекът срещу тираните), New York, Editions de la Maison française, 1944.
- De l'armistice à l'insurrection nationale (За примирието с националните бунтовници). Paris: Gallimard, 1945.
- L'Âge des empires et l'Avenir de la France (Епохата на империите и бъдещето на Франция). Paris: Défense de la France, 1945.
- Le Grand Schisme (Великата схизма). Paris: Gallimard, 1948.
- Les Guerres en chaîne (Веригата на войните). Paris: Gallimard, 1951.
- La Coexistence pacifique. Essai d'analyse (Мирното съвместно съществуване). Paris: Editions Monde nouveau, 1953 (под псевдонима François Houtisse, в съавторство с Борис Суварин)
- L'Opium des intellectuels (Опиумът на интелектуалците). Paris: Calmann-Lévy, 1955.
- Polémiques (Полемики). Paris: Gallimard, 1955.
- La Tragédie algérienne (Алжирската трагедия). Paris: Plon, 1957.
- Espoir et peur du siècle. Essais non partisans (Надеждите и страховете на века. Есета на непартизанин). Paris: Calmann-Lévy, 1957.
- L'Algérie et la République (Алжир и Републиката). Paris: Plon, 1958.
- La Société industrielle et la Guerre (Индустриалното общество и войната), suivi d'un Tableau de la diplomatie mondiale en 1958, Paris: Plon, 1959.
- Immuable et changeante. De la IVe à la Ve République (Променливото и непроменливото. За Четвъртата и Петата република). Paris: Calmann-Lévy, 1959
- Introduction. Classes et conflits de classes dans la société industrielle (Ralph Dahrendorf), Paris: Mouton Éditeur, 1959.
- Dimensions de la conscience historique (Измерения на историческото съзнание). Paris: Plon, 1961.
- Paix et guerre entre les nations (Мирът и войната вътре в самите нации). Paris: Calmann-Lévy, 1962.
- Le Grand Débat. Initiation à la stratégie atomique (Големият дебат. Начало на атомната стратегия). Paris: Calmann-Lévy, 1963.
- Dix-huit leçons sur la société industrielle (Осемнайсет лекции върху индустриалното общество). Paris: Gallimard, 1963.
- La Lutte des classes (Класовата борба). Paris: Gallimard, 1964.
- Essai sur les libertés (Есета върху свободите), Paris: Calmann-Lévy, 1965.
- Démocratie et totalitarisme (Демокрация и тоталитаризъм), 1965.
- Trois essais sur l'âge industriel (Три есета върху индустриалната епоха). Paris: Plon, 1966.
- Les Étapes de la pensée sociologique (Основни направления на социологическата мисъл). Paris: Gallimard, 1967; Main Currents in Sociological Thought, London: Weidenfeld & Nicolson, 1965.
- De Gaulle, Israël et les Juifs (Де Гол, Израел и евреите). Paris: Plon, 1968.
- La Révolution introuvable. Réflexions sur les événements de mai (Намерената революция. Размисли за майските събития). Paris: Fayard, 1968.
- Les Désillusions du progrès (Илюзиите на прогреса). Paris: Calmann-Lévy, 1969.
- D'une sainte famille à l'autre. Essai sur le marxisme imaginaire (За Свето семейство на другия. Есе върху марксисткото въображение). Paris: Gallimard, 1969.
- De la condition historique du sociologue (За историческото състояние на социолога). Paris: Gallimard, 1971.
- Études politiques (Политически студии). Paris: Gallimard, 1972.
- République impériale. Les États-unis dans le monde (1945 – 1972) (Имперската република. САЩ и светът (1945 – 1972). Paris: Calmann-Lévy, 1973.
- Histoire et dialectique de la violence (Историята и диалектиката на насилието: Анализ на Критика на диалектическия разум на Сартр). Paris: Gallimard, 1973.
- Penser la guerre, Clausewitz (Размишлявайки над войната, Клаузевиц). Paris: Gallimard, 1976.
- Plaidoyer pour l'Europe décadente (Пледоария в защита на декадентска Европа). Paris: Laffont, 1977.
- заедно с Андре Глюксман и Бени Леви. „Sartre's Errors: A Discussion“ (Грешките на Сартър: Дискусия). – сп. TELOS, 44 (Summer 1980). New York: Telos Press.
- Le Spectateur engagé (Ангажираният наблюдател). Paris: Julliard, 1981 (интервюта).
- Mémoires (Спомени). Paris: Julliard, 1983.
- Les dernières années du siècle (Последсните години на века). Paris: Julliard, 1984.
- Ueber Deutschland und den Nationalsozialismus. Fruehe politische Schriften 1930 – 1939 (За Германия и националсоциализма. Ранни политически текстове 1930 – 1939). Съставителство и предговор Joachim Stark, Opladen: Leske & Budrich, 1993.
- Le Marxisme de Marx (Марксизмът на Маркс). Paris: Éditions de Fallois, 2002.
- De Giscard à Mitterrand: 1977 – 1983 (От Жискар до Митеран) (редакционни статии от L'Express), с предговор на Жан-Клод Казанова, Paris: Éditions de Fallois, 2005.

в превод на български език:
- Раймон Арон, Демокрация и тоталитаризъм (Прев. Ж. Йовчев) София: Аргес, 1993
- Реймон Арон, 18 лекции за индустриалното общество (Прев. Е. Грекова; Въвед. В. Проданов), София: Любомъдрие, 1995, ISBN 954-8334-11-9
- Реймон Арон, История и диалектика на насилието (Прев. Е. Грекова; Предг. В. Проданов), София: Любомъдрие, 1997 ISBN 954-8334-30-5
- Реймон Арон, История и политика: Антология. Избрано (1933 – 1983). Превод Людмила Дандолова. Под редакцията на Любомир Владимиров. София: Multitrade&Microprinting Limited, 1997, 336 стр. ISBN 954-90141-5-0
- Раймон Арон, „Какво представлява теорията за международните отношения?“. – В: сп. Философски форум, бр. 4, 1999, 153 – 172. [6]
- Раймон Арон, „Политиката на правата на човека“. – В: сп. Демократически преглед, Зима 2000 – 2001
- Реймон Арон, Социология и политика (Встъп. студия М. Карапеткова, Състав., послесл., бел. Л. Владимиров; Прев. Р. Минкова и др.) София: ЕОН 2000, 2001, ISBN 954-9699-08-0

### Други медии
- Raymond Aron, spectateur engagé. Entretiens avec Raymond Aron. (Продължителност: 160 мин.), DVD, Éditions Montparnasse, 2005.

### За него
- Stark, Joachim, Das unvollendete Abenteuer. Geschichte, Gesellschaft und Politik im Werk Raymond Arons, Wuerzburg: Koenigshausen und Neumann, 1986.
- Владов, В. Реймон Арон – либерал и скептик. В: Социологически проблеми, 1992, бр. 3.
- Launay, Stephen, La Pensée politique de Raymond Aron, Paris: Presses Universitaires de France, 1995.
- Anderson, Brian C., Raymond Aron: The Recovery of the Political, Rowman & Littlefield, 1998.
- Сиринели Ж.-Ф., Двама интелектуалци на века, Сартр и Арон, София: Наука и Изкуство, 1999, ISBN 954-02-0237-X
- Mahoney, Daniel and Bryan-Paul Frost (eds.), Political Reason in the Age of Ideology: Essays in Honor of Raymond Aron, New Brunswick/London: Transaction Publishers, 2006.
- Stark, Joachim, „Raymond Aron (1905 – 1983)“. – В: Dirk Kaesler, Klassiker der Soziologie, Vol.II: Von Talcott Parsons bis Anthony Giddens, Munich: Beck, 5th ed., 2007, 105 – 129.
- Oppermann, Matthias, Raymond Aron und Deutschland. Die Verteidigung der Freiheit und das Problem des Totalitarismus, Ostfildern: Thorbecke Verlag, 2008.
- Bavaj, Riccardo. Ideologierausch und Realitaetsblindheit. Raymond Arons Kritik am Intellektuellen „franzoesischen Typs“. – Zeithistorische Forschungen/Studies in Contemporary History 5 (2008), No. 2, 332 – 338.
- Davis, Reed M. A Politics of Understanding: The International Thought of Raymond Aron. Baton Rouge LA.: Louisiana State University Press, 2009.
- Gagliano, Giuseppe La nuova sinistra americana e il movimento del maggio francese nelle interpretazioni di Raymon Aron e Herbert Marcuse. Uniservice, 2011.
- Oppermann, Matthias (Hrsg.), Im Kampf gegen die modernen Tyranneien. Ein Raymond-Aron-Brevier, Zurich: NZZ Libro, 2011.